# Théodore Valerio
Théodore Valerio, né à Herserange le 18 février 1819 et mort à Vichy le 14 septembre 1879 , est un peintre, graveur et lithographe français.

## Biographie
Élève et ami de Nicolas-Toussaint Charlet avec qui il entreprend un voyage en Allemagne et en Italie, Valerio manifeste un talent précoce et expose pour la première fois au Salon en 1838, alors qu'il n'a que dix-neuf ans. Il séjourne en Hongrie et dans les Balkans en 1851 et 1852 et lors de la guerre de Crimée (1853-1855), il suit l'armée turque d'Osman Pacha. Il réalise de très nombreuses aquarelles et des dessins quasi ethnographiques sur les costumes et les coutumes des populations des pays qu'il visite. À son retour en France, il expose avec succès ses travaux lors de l'Exposition universelle de Paris en 1855. Vers la fin de sa vie, il s'installe en Bretagne, région qui lui offre de nouveaux thèmes d'inspiration.

## Quelques œuvres

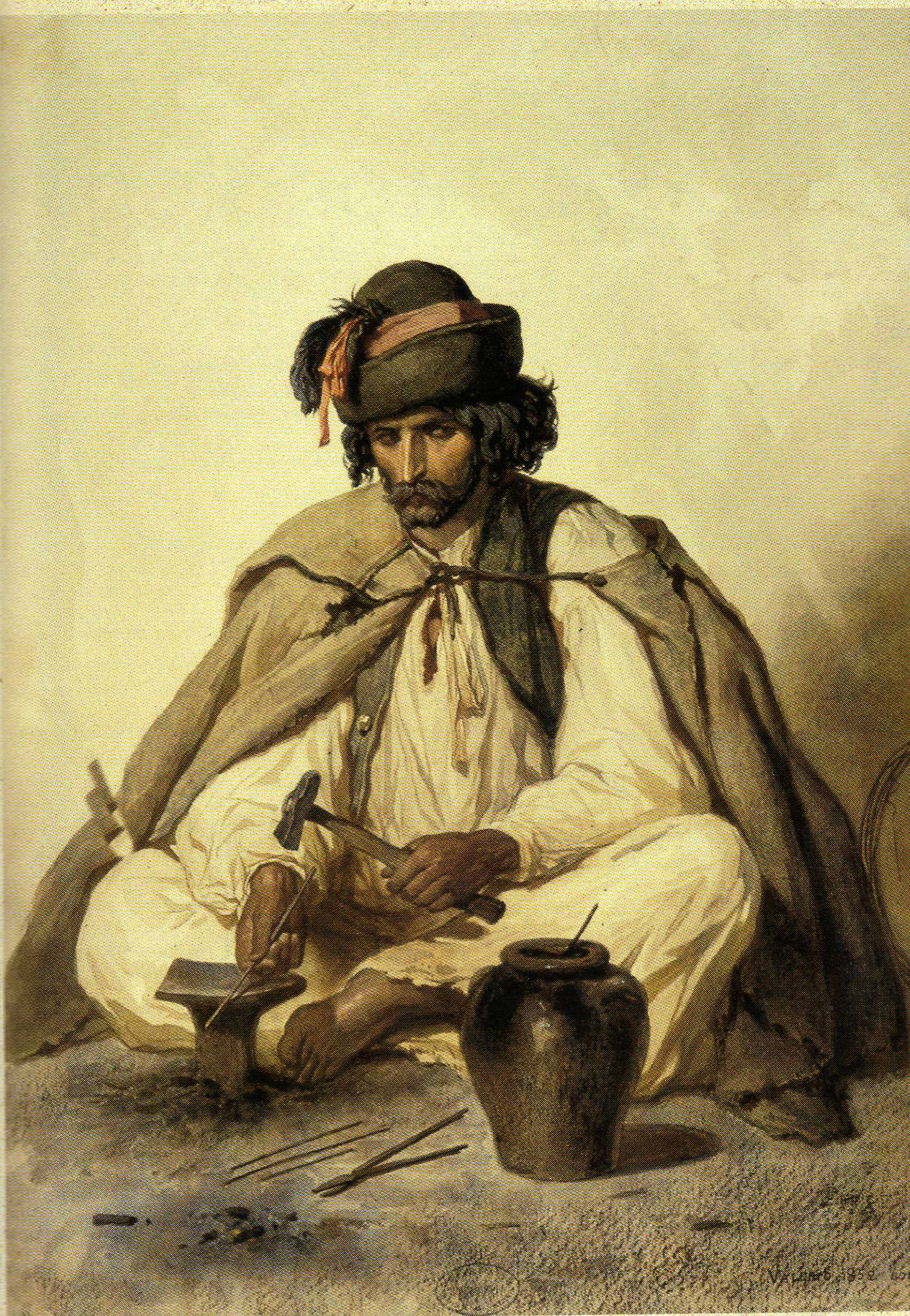
Forgeron tsigane des montagnes du Matra
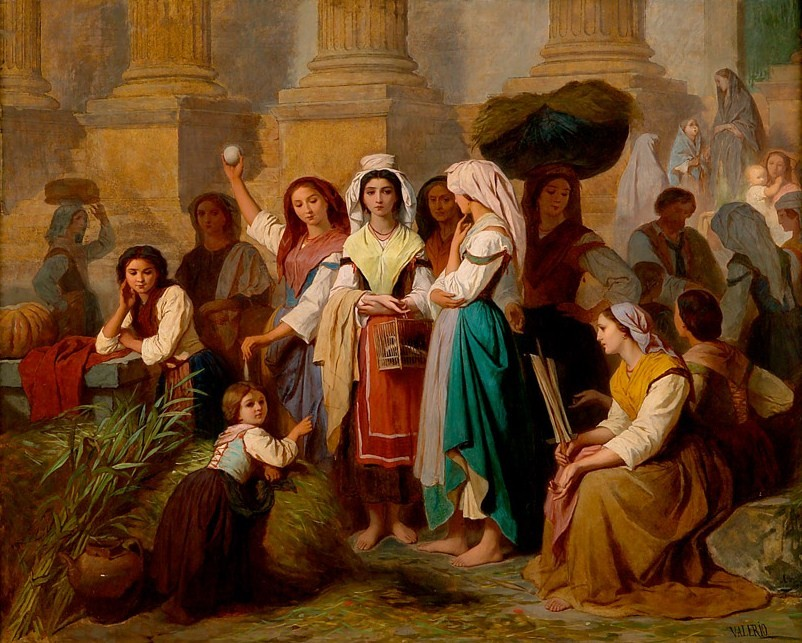
Le marché aux herbes à Assise
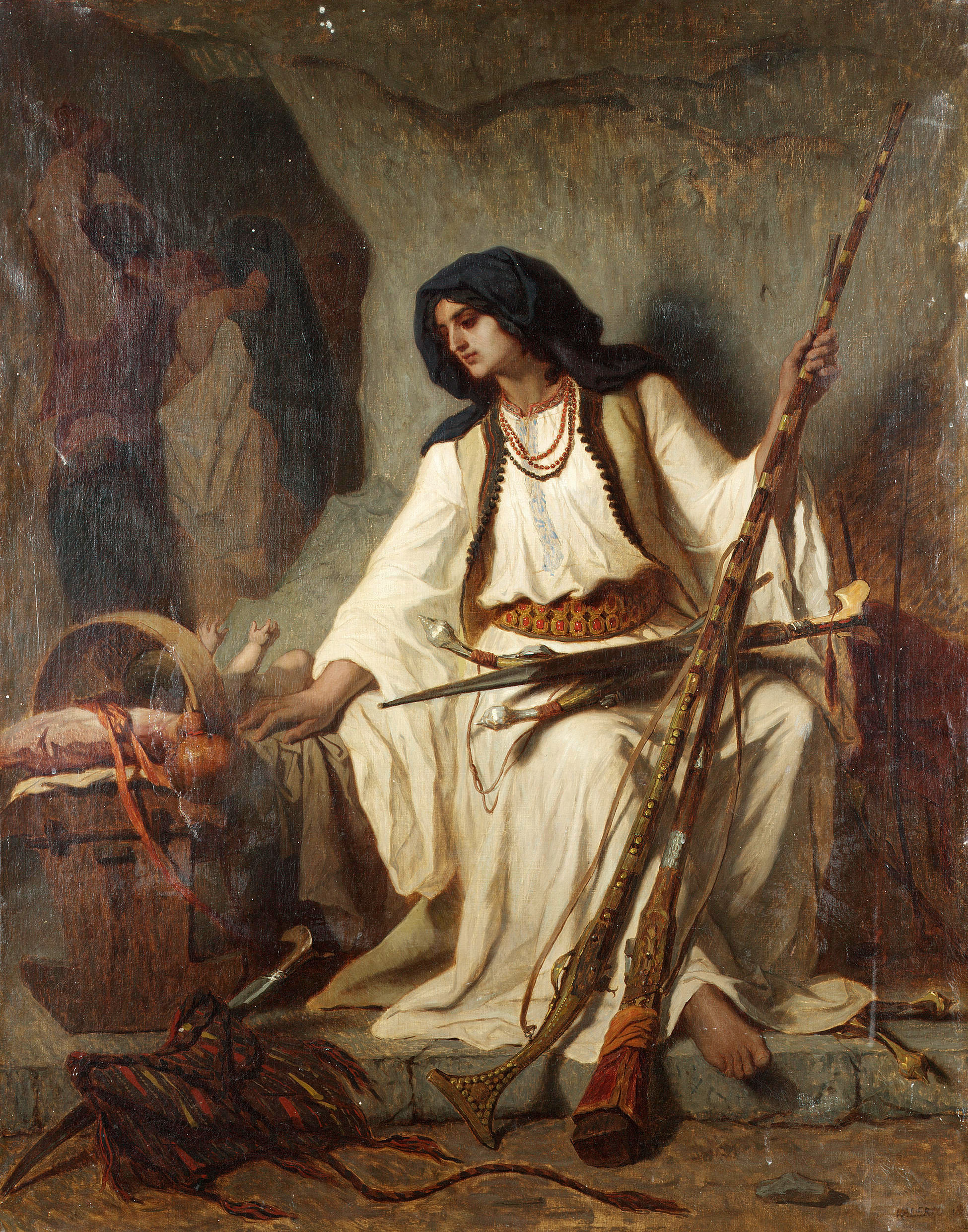
La mère du guerrier